# Habib Essid
Habib Essid (in arabo الحبيب الصيد‎?; Susa, 1º giugno 1949) è un politico tunisino, primo ministro della Tunisia dal febbraio 2015 all'agosto 2016.
Fu il primo capo di governo ad essere nominato dopo l'adozione della nuova costituzione del 2014, e quindi considerato il primo premier della cosiddetta Seconda Repubblica tunisina. In precedenza è stato ministro dell'Interno nel 2011.

## Educazione
Nato a Susa nel 1949, Essid ha conseguito il master in economia presso l'Università di Tunisi e ha aggiunto un master in economia agraria presso l'Università del Minnesota.

## Carriera
Ha iniziato la sua carriera nel settore pubblico, in particolare presso il Ministero dell'Agricoltura. Nel 1993 è stato nominato direttore di gabinetto presso il ministero dell'Agricoltura, carica che ha ricoperto fino al 1997. Successivamente è stato direttore di gabinetto presso il ministero dell'Interno. Nel 2001 è stato nominato Segretario di Stato per la Pesca e successivamente Segretario di Stato per l'Ambiente. Dal 2004 al 2010, Habib Essid è stato direttore esecutivo del Consiglio oleicolo internazionale, con sede a Madrid.
Dopo la rivoluzione tunisina, il 28 marzo 2011 viene nominato ministro dell'Interno nel governo provvisorio del primo ministro Beji Caid Essebsi. È stato anche scelto da Hamadi Jebali come suo consigliere per la sicurezza dopo le elezioni del 23 ottobre 2011.

## Primo ministro
Venne nominato dal Presidente della repubblica Beji Caid Essebsi, primo ministro con l'incarico di formare un governo di unità nazionale. Il 5 febbraio 2015 incassò la fiducia di 166 parlamentari su un totale di 217 membri dell'Assemblea dei rappresentanti del popolo.
Guidò un governo composto da 27 ministri e 14 segretari di stato formato da indipendenti, membri di Nidaa Tounes, dei due partiti liberali Unione Patriottica Libera (UPL) e Afek Tounes, e un membro di Ennahda.
Inizialmente, il 23 gennaio Essid aveva proposto un governo di minoranza formato da Nidaa Tounes e l'UPL, che però ritirò subito per paura di non riuscire a raggiungere una maggioranza parlamentare.